# Théâtre municipal de Berne
Le théâtre municipal de Berne (allemand : Stadttheater Bern) est le théâtre de la capitale suisse et fait partie de l'institution Bühnen Bern (anciennement Konzert Theater Bern).

## Galerie

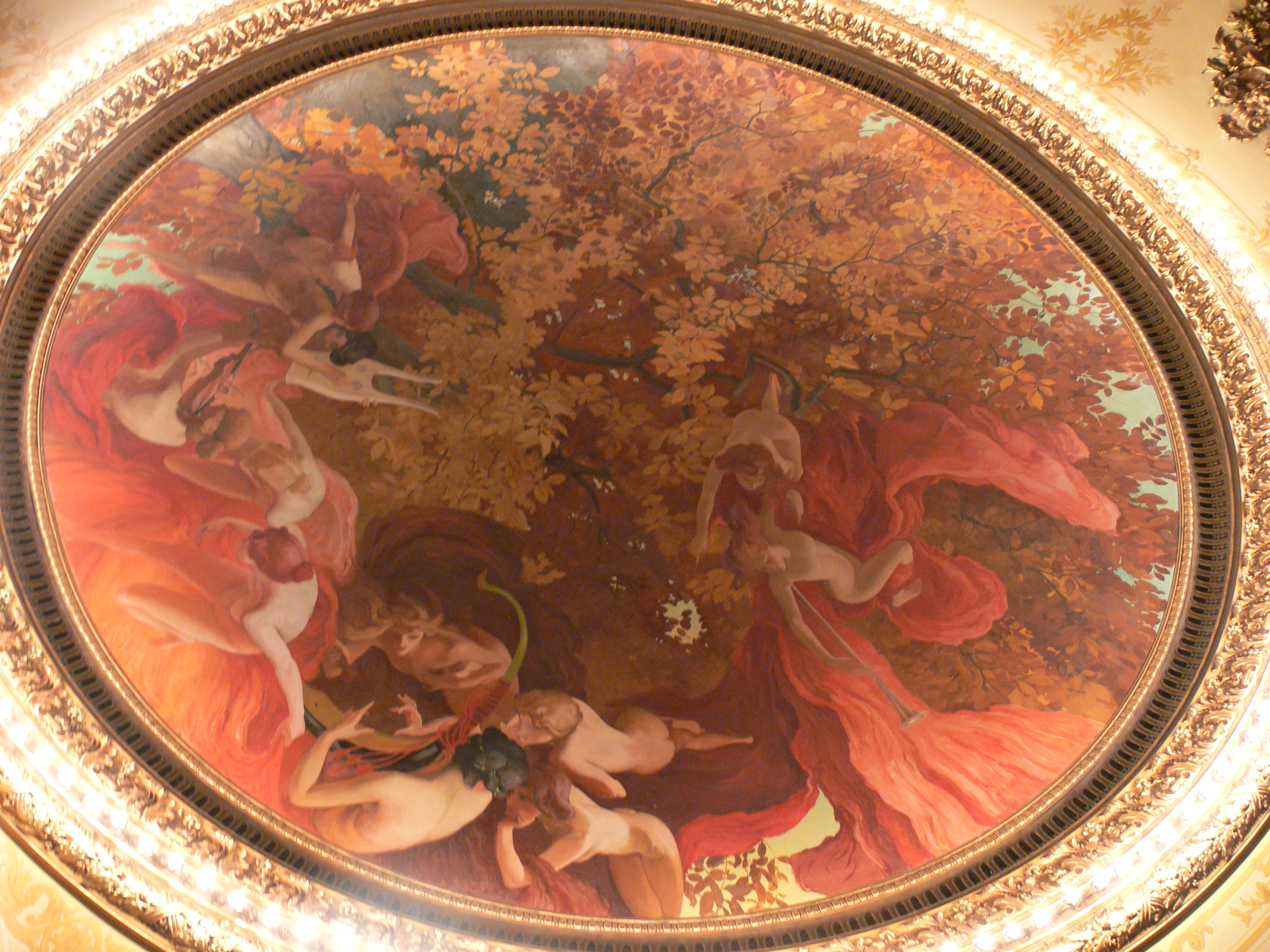
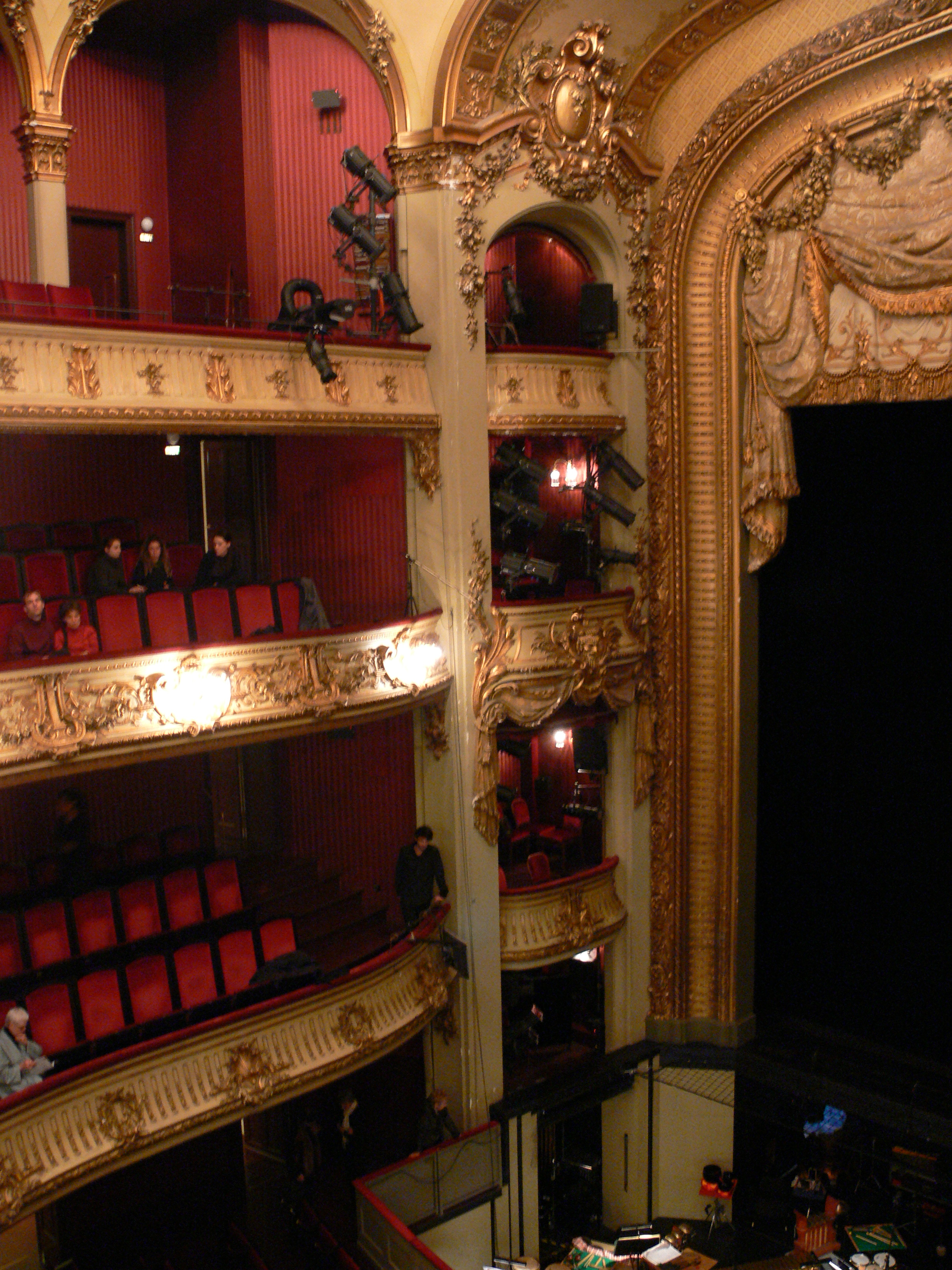
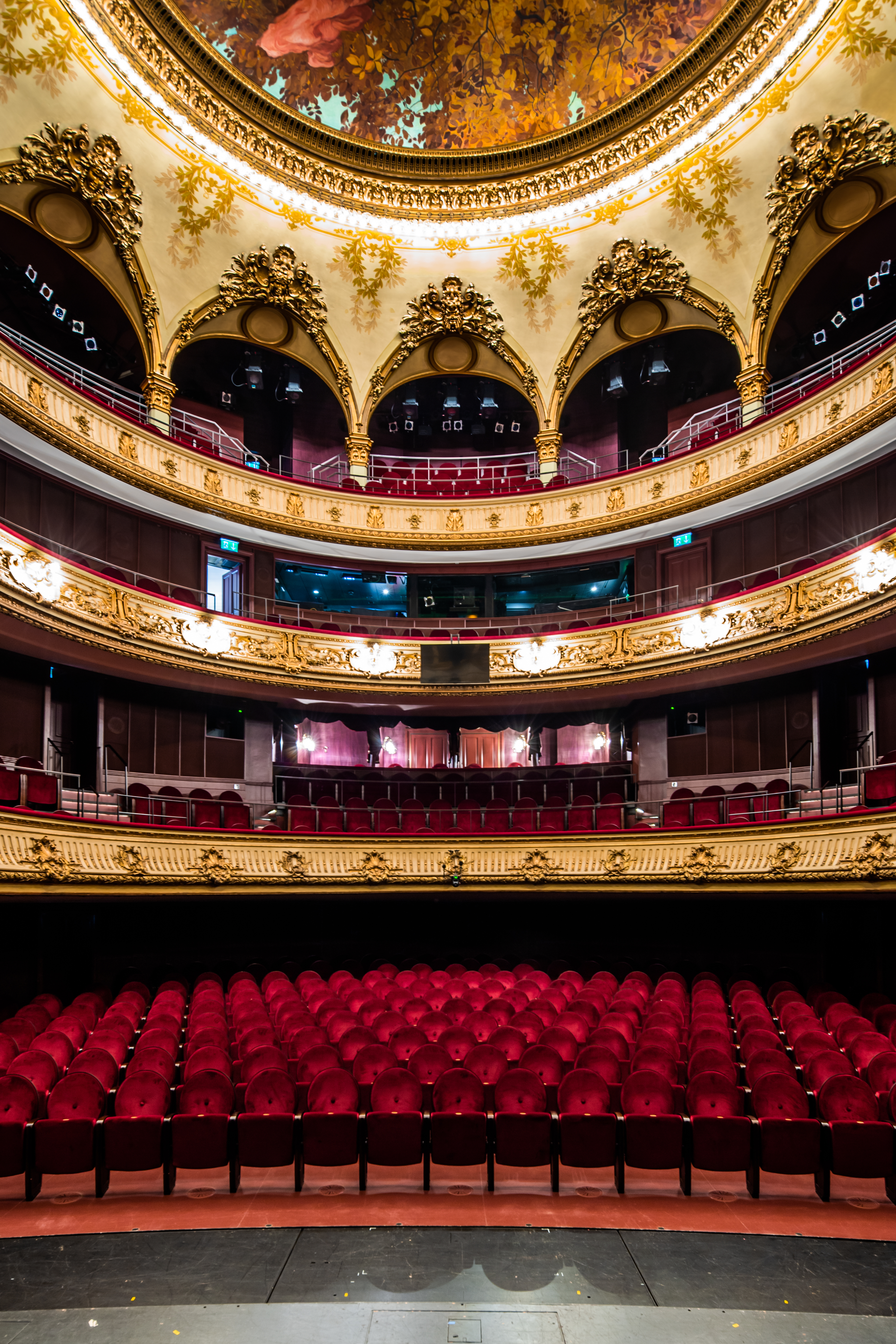
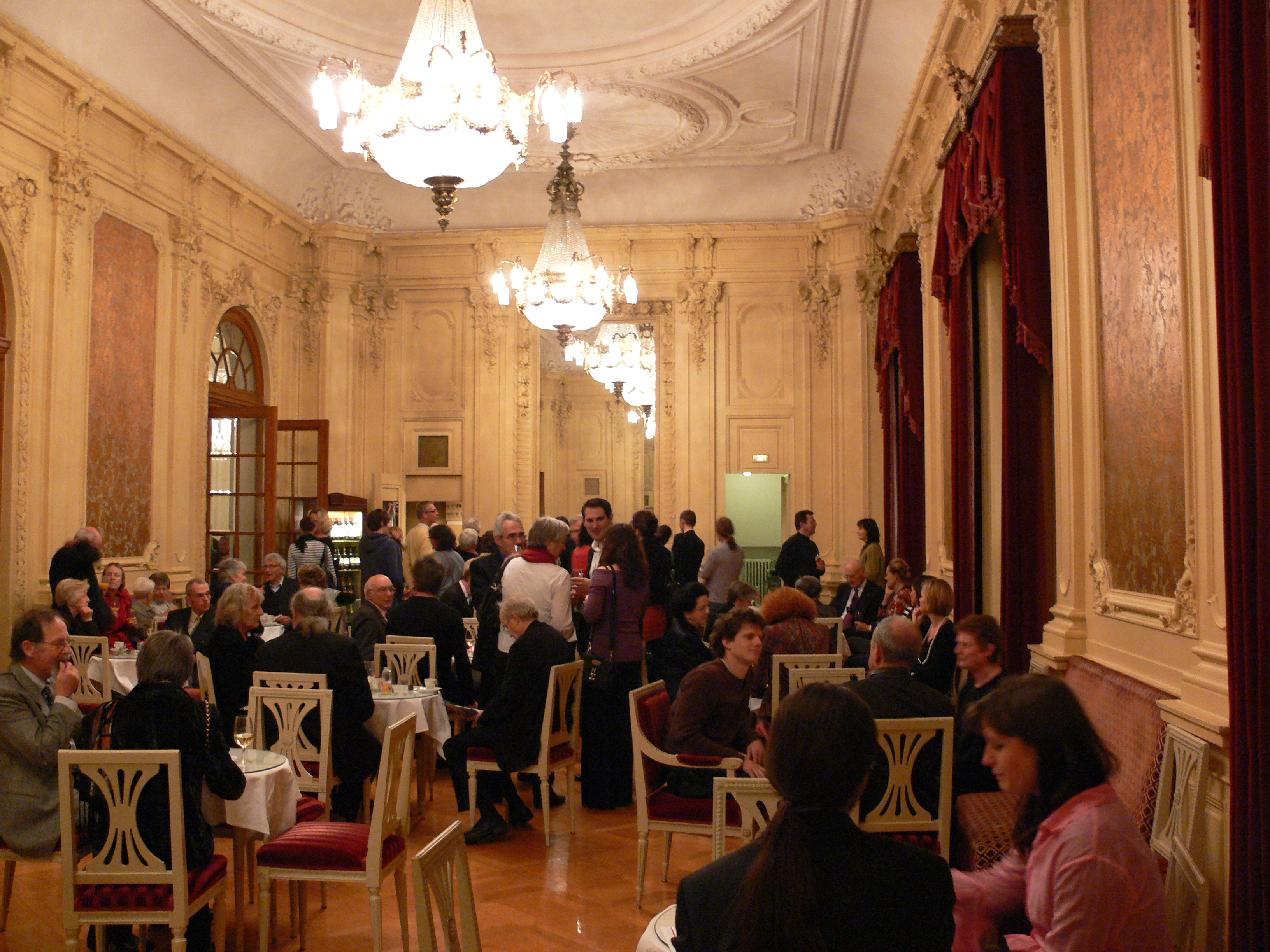
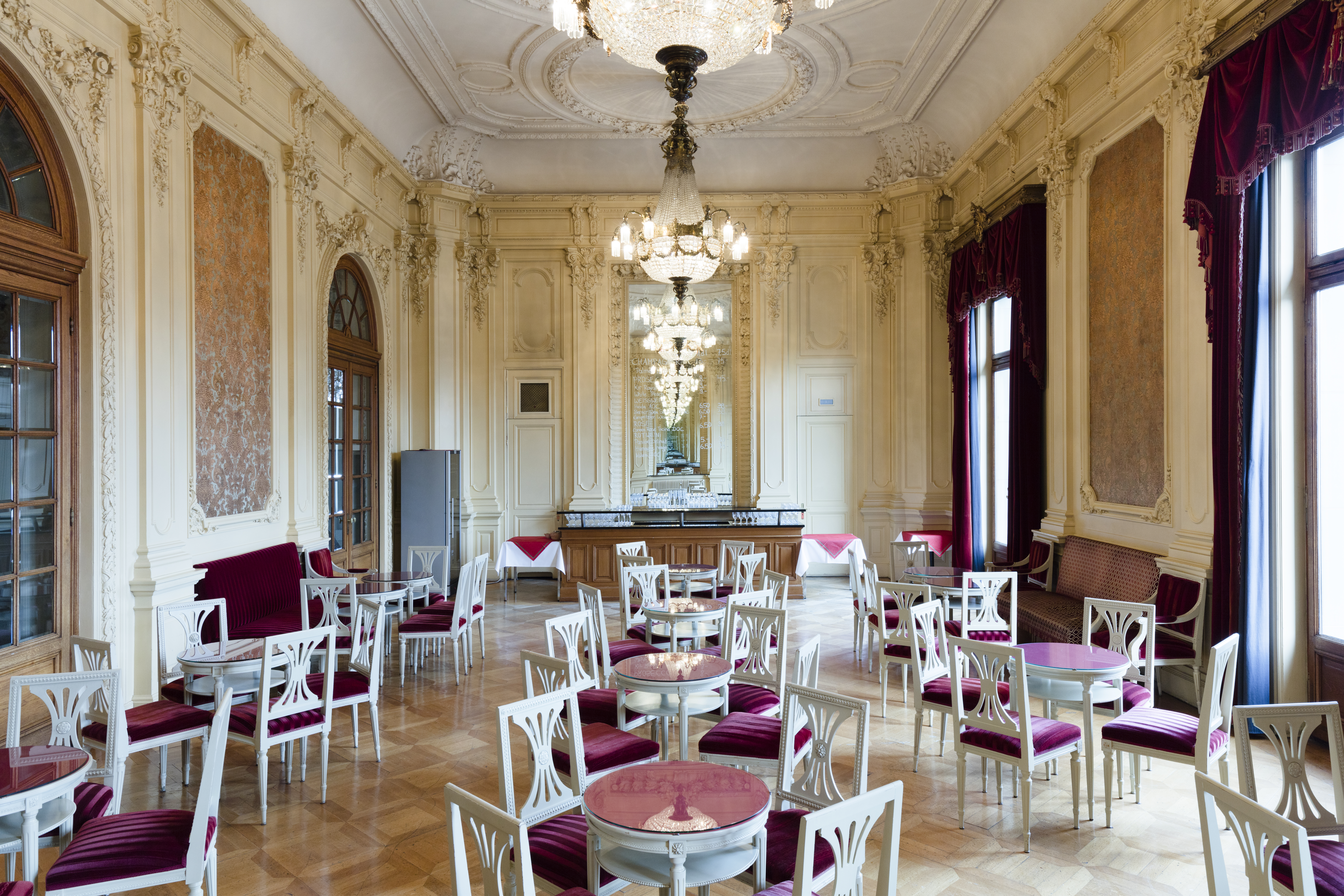